# Панков, Андрей Викторович
Андрей Викторович Панков (укр. Андрій Вікторович Панков; род. 17 июля 1974, Краматорск, Донецкая область) — украинский политик. Председатель Дружковской городской военной администрации (с 20 февраля 2025 года). Глава Краматорской Районной Государственной Администрации (2021-2025), Краматорский городской голова (2015—2020). Депутат Краматорского городского совета (2010—2015). Являлся членом Партии регионов.

## Биография
Родился 17 июля 1974 в городе Краматорск. Сын Панкова Виктора Андреевича (12.09.1941), миллионера, председателя наблюдательного совета Новокраматорского машиностроительного завода (г. Краматорск) с 2007 по 2019 г. г.
С 1991 по 1997 годы учился в Донбасской государственной машиностроительной академии по специальности «Экономика предприятий» и получил квалификацию инженер-экономист.
С 2000 по 2002 годы учился в Международном научно-техническом университете г. Киев и защитил степень магистра международной экономики.
В 2011 году прошел обучение по курсу «Предотвращение и противодействие коррупции. Этические основы государственной службы» в Национальной академии государственного управления при Президенте Украины г. Киев.
1997—2001 годы — Краматорский филиал КБ «Приватбанк», экономист отдела активно-пассивных операций, начальник отдела неторговых операций, начальник управления.
2001—2005 годы — КБ «Первый украинский международный банк», заместитель начальника отдела Донецкого филиала, начальник Краматорского отделения.
2005—2010 годы — КБ «Брокбизнесбанк» — заместитель директора Горловского филиала, директор Краматорского филиала.
В 2010 году был избран депутатом городского совета от Партии регионов.
С ноября 2010 года до ноября 2015 года заместитель городского головы. Краматорска, IV категория 7 ранг должностного лица местного самоуправления.
С 19.11.2015 г. — городской голова Краматорска.
На выборах 2020 года уступил кресло градоначальника Краматорска Александру Гончаренко.
5 марта 2021 года - 20 февраля 2025 —  руководитель Краматорской Районной Государственной Администрации.
С 20 февраля 2025 года председатель Дружковской городской военной администрации.